# المنقذ من الضلال
المنقذ من الضلال یا رهایی یافته از گمراهی یکی از آخرین تالیف‌های امام محمد غزالی است.
او در این کتاب سرگذشت خویش را نگاشته است. در این کتاب غزالی ابتدا کلام، فلسفه و مذهب باطنی را رد کرده و سپس تنها راه نجات را پیروی از تصوف ذکر می‌کند.
غزالی در این کتاب بدنبال ذکر کامل دلائل و مجادلات مفصلی که در کتاب‌های قبلی خود در ارتباط با رد نظریه‌های فلاسفه و باطنیه و دهریه نیست و آن دلائل و مباحث را به‌طور مفصل در کتب قبلی مانند تهافت الفلاسفه و القسطاس المستقیم و المستظهری آورده است. در این کتاب که بیشتر لحن خطابی دارد به شرح احوال و سرگشتگی خود و حالات درونی خود که باعث تغییر رویه و درک وی از خداپرستی شد می‌پردازد.

## عنوان‌ها
- مدخل
- راه‌های ورود سفسطه و انکار علوم
- سخنی در باب اصناف جویندگان

1. کلام
2. فلسفه

دهریون
طبیعیون
الاهیون
اقسام دانش‌هایشان:ریاضیات - منطق - طبیعیات - الاهیات - سیاست - اخلاق
1. سخنی در باب مذهب تعلیم و جنجال آن
2. روش صوفیان

- حقیقت پیامبر و نیاز مردم به آن
- سبب نشر علم پس از دوری گزیدن از آن